# Ambrósio Aureliano
Ambrósio Aureliano (em latim: Ambrosius Aurelianus; em galês:  Emrys Wledig; chamado de Aurélio Ambrósio na Historia Regum Britanniae e em outras fontes) foi um líder guerreiro dos romano-britânicos que venceu uma importante batalha contra os anglo-saxões no século V, de acordo com Gildas. Apareceu também de forma independente nas lendas dos bretões, iniciando com a Historia Brittonum. Por fim, ele foi transformado no tio do Rei Artur, irmão do pai de Artur, Uther Pendragon, e morreu antes deles.
Devido à descrição de Gildas sobre ele, Ambrósio é uma das figuras chamadas de o Último dos Romanos.

## De acordo com Gildas
Ambrósio Aureliano é uma das poucas pessoas que Gildas identifica pelo nome em seu sermão De Excidio et Conquestu Britanniae, e a única nomeada a partir do século V. De Excidio é considerado o mais antigo documento britânico existente sobre o chamado período arturiano da Britânia pós-romana. Após o ataque destrutivo dos saxões, os sobreviventes se reuniram sob a liderança de Ambrósio, que é descrito como:
um cavalheiro que, talvez fosse o único dos romanos, que sobreviveu ao choque dessa notável tempestade. Certamente seus pais, que vestiam púrpura, foram mortos no ataque. Seus descendentes em nossos dias tornaram-se muito inferiores à excelência [avita] de seu avô. Sob sua liderança, nosso povo recuperou sua força e desafiou os vencedores a lutar. O Senhor assentiu e a batalha seguiu seu caminho.
Algumas informações básicas sobre Ambrósio podem ser deduzidas da breve passagem: Ambrósio era possivelmente de nascimento elevado e muito provavelmente um cristão (Gildas diz que ele venceu suas batalhas "com a ajuda de Deus"). Os pais de Ambrósio foram mortos pelos saxões e ele estava entre os poucos sobreviventes de sua invasão inicial.
Segundo Gildas, Ambrósio organizou os sobreviventes em uma força armada e conseguiu a primeira vitória militar sobre os invasores saxões. No entanto, esta vitória não foi decisiva: "Às vezes os saxões e às vezes os cidadãos [que significam os habitantes romano-britânicos] foram vitoriosos."

### Duas questões
Dois pontos na descrição de Gildas atraíram muitos comentários acadêmicos. O primeiro é o que Gildas quis dizer ao relatar que a família de Ambrósio "usara a cor púrpura". Os imperadores romanos e os patrícios usavam roupas com uma faixa púrpura para denotar sua classe, de modo que a referência à púrpura pode pertencer a uma herança aristocrática. Tribunos militares romanos (tribuni militum), oficiais superiores em legiões romanas, usavam uma faixa púrpura semelhante, de modo que a referência pode ser a um histórico familiar de liderança militar. A tradição era antiga, uma vez que as togas e os mantos de senadores e tribunos já antigos eram aparados com a faixa púrpura. Na igreja, "a púrpura" é um eufemismo para sangue e, portanto, "usar a púrpura" pode ser uma referência ao martírio ou a um pálio de bispo. Além disso, no final do Império Romano, tanto os cônsules romanos quanto os governadores de posto consular também usavam roupas com uma franja púrpura. A Notitia Dignitatum, um catálogo romano de postos oficiais, lista quatro ou cinco governadores provinciais na Britânia e dois deles eram de posto consular. Um era o governador da Máxima Cesariense e o outro da Valência. O pai, que usava a púrpura, pode muito bem ter sido um desses governadores, cujos nomes não foram registrados.
Foi sugerido pelo historiador Alex Woolf que Ambrósio pode ter sido relacionado aos usurpadores romano-britânicos do século V, Marco ou Graciano - Woolf expressa uma preferência baseada na nomenclatura de Marco. Frank D. Reno, um erudito arturiano, argumentou que o nome "Aureliano" indica a possível descendência de Ambrósio do imperador romano Lúcio Domício Aureliano (Aureliano, reinou de 270 a 275). Campanhas militares de Aureliano incluiu a conquista do Império das Gálias. N. J. Higham sugere que Ambrósio pode ter sido parente distante de famílias imperiais do Império Romano tardio, como a dinastia teodosiana. Sabe-se que ramos dessa dinastia em particular eram ativos nas províncias romanas do oeste, como a Hispânia.
Mike Ashley se concentra no nome "Ambrósio". Em sua opinião, ele parece sugerir uma conexão com Santo Ambrósio, um bispo de Milão do século IV, que também serviu como governador consular em áreas da Itália romana. Dizem que o pai do bispo foi um prefeito pretoriano da Gália chamado Aurélio Ambrósio no século IV, cujas áreas incluíam a Britânia, embora alguns estudiosos modernos duvidem que Santo Ambrósio estivesse relacionado a esse homem (em vez disso identificando seu pai com um oficial chamado Urânio mencionado em um extrato do Código de Teodósio). Ashley sugere que Ambrósio Aureliano estava relacionado aos dois Aurelii Ambrosii. Tim Venning ressalta que o nome "Aureliano" poderia ser o resultado de uma adoção romana. Quando um menino era adotado em uma nova gens (clã), ele recebia os nomes de sua nova família, além de um cognome adicional indicando a descendência de sua gens/família original. O cognome adicional muitas vezes tinha a forma "-ano". Quando Caio Otávio da gens Otávia foi adotado pela família Júlio César, seu novo nome se tornou Caio Júlio César Otaviano. Neste caso, Ambrósio pode ter sido um membro da gens Aurélia que foi adotado por outra gens/família. Seu nome original Aurélio se tornou Aureliano.
A segunda questão é o significado da palavra avita: Gildas poderia tê-lo empregado no sentido de "ancestrais", ou pretendia significar mais especificamente "avô" - indicando assim que Ambrósio viveu cerca de uma geração antes da Batalha do Monte Badon. A falta de informação impede respostas seguras a essas perguntas.

### Motivos de Gildas
N. J. Higham escreveu um livro sobre Gildas e os tropos literários que ele usou. Ele sugeriu que Gildas pode ter tido um motivo considerável para chamar a atenção para Ambrósio. Ele não estava tentando escrever uma biografia histórica do homem, de acordo com Higham, mas colocando-o como um exemplo para seus contemporâneos. Era essencial para a filosofia de Gildas que os líderes britânicos que conseguiram a vitória sobre os bárbaros só pudessem fazê-lo por causa da ajuda divina. E somente aqueles que tinham virtudes cristãs superiores mereciam essa ajuda. Ambrósio Aureliano ficou aparentemente conhecido por pelo menos uma dessas vitórias sobre os bárbaros. Para encaixá-lo em sua visão de mundo, Gildas quase foi obrigado a caracterizar o ex-guerreiro como um homem de virtudes excepcionais e obediência a Deus. Ele foi feito para se encaixar na versão de Gildas de um líder modelo.
Higham também sugere que a linhagem romana de Ambrósio foi destacada por uma razão. Gildas aparentemente estava intencionalmente conectando-o com a autoridade legítima e as virtudes militares dos romanos. Ele também o estava contrastando com os subsequentes governantes britânicos cujos reinos não possuíam tal legitimidade.

### Identificando figuras históricas
Gildas é uma fonte primária para a Batalha do Monte Badon, mas ele nunca menciona os nomes dos combatentes. Portanto, não podemos saber se Ambrósio Aureliano ou seus sucessores participaram da batalha. Os nomes dos líderes saxões na batalha também não são registrados.
As identidades dos descendentes de Ambrósio são desconhecidas, já que Gildas nunca as identifica pelo nome. É seguro assumir que eles eram contemporâneos de Gildas e conhecidos do autor. Higham sugere que eles eram figuras proeminentes da época. Sua linhagem e identidades eram provavelmente familiares o suficiente para a audiência de modos que eles não precisavam ser nomeados. A obra retrata os descendentes de Ambrósio como inferiores aos seus antepassados, como parte de sua crítica aos governantes de seu tempo, segundo Higham. Os criticados provavelmente sabiam que a mensagem era dirigida a eles, mas provavelmente não desafiariam uma obra que oferecesse um relato tão brilhante de seu ilustre ancestral.
Mike Ashley sugere que os descendentes de Ambrósio poderiam incluir outras pessoas nomeadas por Gildas. Ele favorece a inclusão nesta categoria de um Aurélio Canino ("Aurélio, o Cãozinho" ou "Aurélio, o Filhote"), a quem Gildas acusa de parricídio, fornicação, adultério e belicismo. Seu nome "Aurélio" sugere descendência romano-britânica. O apelido insultuoso "Canino" provavelmente foi inventado pelo próprio Gildas, que insulta outros governantes contemporâneos. Devido ao nome usado por Gildas, existem teorias de que este governante se chamava na verdade Conan/Cynan/Kenan. Alguns o identificam com Cynan Garwyn, um rei de Powys do século VI, embora seja incerto se ele era contemporâneo de Gildas ou viveu uma ou duas gerações depois dele. Outra teoria é a que esse governante não reinou na Britânia, mas na Bretanha. Canino, nesta visão, pode ser Conomor ("Cachorrão"). Conomor é considerado um contemporâneo mais provável de Gildas. Conomor era provavelmente de Domnonée, uma área da Bretanha controlada por imigrantes britânicos da Dumnônia. Ele pode ser lembrado na lenda britânica como Marcos da Cornualha.
Gildas apresenta principalmente os saxões como invasores bárbaros; suas invasões envolviam um processo lento e difícil de conquista militar. Por volta de 500 d.C., possivelmente o tempo descrito por Gildas, os anglo-saxões controlavam a Ilha de Wight, Kent, Lincolnshire, Norfolk, Suffolk e as áreas costeiras de Nortúmbria e Yorkshire. O resto da antiga Britânia romana ainda estava sob o controle dos bretões locais. Gildas também menciona o despovoamento de cidades e isso provavelmente reflete fatos históricos. Londínio, uma vez uma cidade importante, foi completamente abandonada durante o século V.

## De acordo com Beda
Beda segue o relato de Gildas sobre Ambrósio em sua História Eclesiástica do Povo Inglês, mas em sua Chronica Majora data a vitória de Ambrósio no reinado do imperador Zenão (r. 474–491).
O tratamento de Beda da história do século V da Grã-Bretanha não é particularmente valioso como fonte. Até cerca do ano 418, Beda podia escolher entre várias fontes históricas e frequentemente seguia os escritos de Paulo Orósio. Após o fim da história de Orósio, Beda aparentemente não tinha outras fontes disponíveis e dependia extensivamente de Gildas. As entradas deste período tendem a ser paráfrases próximas do relato de Gildas, com mudanças principalmente estilísticas. O relato de Beda sobre Ambrósio Aureliano foi traduzido da seguinte forma:
Quando o exército do inimigo exterminou ou dispersou os povos nativos, eles voltaram para casa e os bretões começaram lentamente a recuperar força e coragem. Eles saíram de seus esconderijos e com um acordo eles oraram pela ajuda de Deus para que eles não fossem completamente aniquilados. Seu líder naquela época era um certo Ambrósio Aureliano, um homem discreto, que era, por acaso, o único membro da raça romana que sobrevivera a essa tempestade na qual seus pais, que tinham um nome real e famoso, haviam morrido. Sob sua liderança, os britânicos recuperaram suas forças, desafiaram seus vencedores para a batalha e, com a ajuda de Deus, venceram o dia.
Beda não menciona os descendentes de Ambrósio Aureliano, nem sua suposta degeneração.

## De acordo com Nênio
A História dos Bretões, atribuída a Nênio, preserva vários fragmentos de conhecimento sobre Ambrósio. Apesar da atribuição tradicional, a autoria do trabalho e o período de sua escrita são questões abertas para os historiadores modernos. Existem várias versões manuscritas do trabalho, variando em detalhes. Os mais importantes foram datados entre os séculos IX e XI. Alguns estudiosos modernos acham improvável que o trabalho tenha sido composto por um único escritor ou compilador, sugerindo que pode ter levado séculos para alcançar sua forma final, embora essa teoria não seja conclusiva.
No capítulo 31, nos é dito que Vortigerno governou com medo de Ambrósio. Esta é a primeira menção de Ambrósio no trabalho. De acordo com Frank D. Reno, isso indicaria que a influência de Ambrósio era formidável, já que Vortigerno o considerava maior ameaça do que os invasores do norte e tenta restaurar o domínio romano na Britânia. O capítulo relaciona eventos após o fim do domínio romano na Grã-Bretanha e precedendo a aliança de Vortigerno com os saxões.
O aparecimento mais significativo de Ambrósio é a história sobre Ambrósio, Vortigerno e os dois dragões em baixo da Dinas Emrys, "Fortaleza de Ambrósio" nos capítulos 40-42. Neste relato, Ambrósio ainda é um adolescente, mas tem poderes sobrenaturais. Ele intimida Vortigerno e os magos reais. Quando é revelado que Ambrósio é filho de um cônsul romano, Vortigerno fica convencido de ceder ao homem mais novo o castelo de Dinas Emrys e todos os reinos da parte ocidental da Britânia. Vortigerno então se retira para o norte, em uma área chamada Gwynessi. Esta história foi mais tarde recontada com mais detalhes por Godofredo de Monmouth em sua história ficcional Historia Regum Britanniae, confundindo a personagem de Ambrósio com a tradição galesa de Myrddin, o Visionário, conhecido por suas declarações oraculares que prediziam as vitórias vindouras dos nativos habitantes celtas da Britânia sobre os saxões e os normandos. Godofredo também o introduz na "Historia" sob o nome Aurélio Ambrósio como um dos três filhos de Constantino III, junto com Constante II e Uther Pendragon.
No capítulo 48, Ambrósio Aureliano é descrito como "rei entre todos os reis da nação britânica". O capítulo registra que Pascent, filho de Vortigerno, foi autorizado por Ambrósio a governar as regiões de Buellt e Gwrtheyrnion. Finalmente, no capítulo 66, vários eventos são datados de uma Batalha de Guoloph (frequentemente identificada com Wallop, 15 km a sudeste de Amesbury perto de Salisbury), que se diz ter sido entre Ambrósio e Vitolino. O autor data esta batalha como ocorrendo 12 anos do reinado de Vortigerno.
Não está claro como essas várias tradições sobre Ambrósio se relacionam umas com as outras, ou se elas vêm da mesma tradição; é muito possível que essas referências sejam para homens diferentes com o mesmo nome. Frank D. Reno aponta que as obras chamam todos esses homens de "Ambrósio"/"Emrys". O cognome "Aureliano" nunca é usado. A História dos Bretões data da Batalha de Guoloph para "o décimo segundo ano de Vortigerno", pelo qual o ano 437 parece ser significado. Esta é talvez uma geração antes da Batalha que Gildas diz ter sido comandada por Ambrósio Aureliano.
O texto nunca identifica quem é o pai de Ambrósio, apenas dá seu título como cônsul romano. Quando um adolescente Ambrósio fala de seu pai, não há sugestão de que esse pai esteja morto. O menino não é identificado como órfão. A idade exata de Ambrósio não é dada em seu encontro com Vortigerno. Frank D. Reno sugere que ele pode não ter mais de 13 anos de idade, apenas um adolescente.
É impossível saber até que ponto Ambrósio realmente detinha o poder político e sobre que área. Ambrósio e Vortigerno são mostrados como estando em conflito na História dos Bretões, e alguns historiadores suspeitam que isso preserva um núcleo histórico da existência de dois partidos em oposição um ao outro, um liderado por Ambrósio e outro por Vortigerno. Nowell Myres baseou-se nessa suspeita e especulou que a crença no pelagianismo refletia uma perspectiva ativamente provinciana na Britânia e que Vortigerno representava o partido pelagiano, enquanto Ambrósio liderava o partido católico. Os historiadores subsequentes aceitaram a especulação de Myers como um fato, criando uma narrativa de eventos no século V na Britânia, com vários graus de detalhes elaborados. No entanto, uma interpretação alternativa mais simples do conflito entre essas duas figuras é que a História dos Bretões está preservando tradições hostis aos supostos descendentes de Vortigerno, que nessa época eram uma casa governante em Powys. Esta interpretação é apoiada pelo caráter negativo de todas as histórias recontadas sobre Vortigerno na História dos Bretões, que incluem sua alegada prática de incesto
A identidade é um tanto obscura do último inimigo de Ambrósio, Vitalino. Vários manuscritos da História e traduções traduzem seu nome "Guitolin", "Guitolini", "Guitholini" e "Vitalino". Ele é mencionado no capítulo 49 como um dos quatro filhos de Gloiu e cofundador da cidade de Gloucester. Nenhuma outra informação de fundo é dada. Há teorias de que Gloiu é também o pai de Vortigerno, mas a genealogia é obscura e nenhum texto principal de apoio pode ser encontrado. Houve mais tentativas de identificar Vitalino com uma facção pró-Vortigerno ou anti-romana na Britânia, em oposição à ascensão do romano-britânico Ambrósio. No entanto, isso se torna problemático, pois Vitalino parece ter também um nome romano-britânico. A visão tradicional das facções pró-romanas e pró-britânicas ativas neste período pode simplificar demais uma situação mais complexa.

## De acordo com Guilherme de Malmesbury
Ambrósio aparece brevemente no Gesta Regum Anglorum ("Ações dos Reis dos Ingleses") por Guilherme de Malmesbury. Apesar de seu nome, o trabalho tentou reconstruir a história britânica em geral, reunindo os vários relatos de Gildas, Beda, Nênio e vários cronistas. O trabalho apresenta Ambrósio como o aparente empregador de Artur. A passagem relativa foi traduzida da seguinte forma:
Com a morte de Vortimero, a força dos bretões diminuiu, suas esperanças diminuídas ficaram para trás; e em linha reta eles teriam vindo a se arruinar, se Ambrósio, o único sobrevivente dos romanos, que era monarca do reino depois de Vortigerno, reprimisse os bárbaros arrogantes através das distintas realizações do guerreiro Artur.
Guilherme rapidamente muda a atenção de Ambrósio para Artur, e prossegue narrando a suposta vitória de Artur na Batalha do Monte Badon. A narrativa é provavelmente a primeira a ligar Ambrósio e Artur. Guilherme teve que reconciliar os relatos de Gildas e Beda, que sugeriam que Ambrósio estava ligado à batalha e a de Nênio, que afirmava claramente que era Artur quem estava ligado à batalha. Ele resolveu a aparente discrepância ligando os dois a ela. Ambrósio como o rei dos bretões e Artur como seu mais proeminente general e verdadeiro vencedor da batalha.

## De acordo com Godofredo de Monmouth
Ambrósio Aureliano aparece em uma tradição posterior de pseudo-crônica começando com Historia Regum Britanniae de Godofredo de Monmouth com o nome ligeiramente distorcido de Aurélio Ambrósio, agora apresentado como filho de um rei Constantino. O filho mais velho do rei Constantino, Constans, é assassinado por instigação de Vortigerno, e os dois filhos restantes (Ambrósio e Uther, ainda muito jovens) são rapidamente empurrados para o exílio na Bretanha. (Isso não se encaixa no relato de Gildas, no qual a família de Ambrósio pereceu no tumulto das revoltas dos saxões.) Mais tarde, os dois irmãos retornam do exílio com um grande exército quando o poder de Vortigerno se desvaneceu. Eles destroem Vortigerno e se tornam amigos de Merlim. Eles vão derrotar o líder saxão Hengist em duas batalhas em Maisbeli (provavelmente Ballifield, perto de Sheffield) e Cunengeburg. Hengist é executado e Ambrósio torna-se rei da Britânia. No entanto, ele é envenenado por seus inimigos, e Uther o sucede. O texto identifica o envenenador como Eopa.
Julgamentos tendem a variar muito do valor de Godofredo como historiador e contador de histórias literário. Ele foi elogiado por nos dar informações detalhadas sobre um período obscuro e possivelmente preservar informações de fontes perdidas, e condenado por um uso excessivo de licença poética e, possivelmente, por inventar histórias em abundância. De acordo com Frank D. Reno, sempre que Godofredo usa fontes existentes, os detalhes no texto tendem a ser precisos. Assumindo que ele também estava usando fontes perdidas para nós, pode ser difícil decidir quais detalhes são verdadeiros. Reno sugere que "julgamentos individuais" devem ser feitos sobre vários elementos de sua narrativa.
Godofredo mudou a palavra "Aureliano" para "Aurélio", que é o nome de uma gens romana. Godofredo mantém a história de Emrys e os dragões de Nênio, mas identifica a figura com Merlim. Merlim é a versão de Godofredo de uma figura histórica conhecida como Myrddin Wyllt. Myrddin é mencionado apenas uma vez no Annales Cambriae, em uma entrada datada de 573. O nome de Merlim é dado em latim como Ambrósio Merlino. "Merlino" pode ter sido planejado como o agnomen de um indivíduo romano ou romano-britânico como Ambrósio.
Elementos de Ambrósio Aureliano, o tradicional rei guerreiro, são usados por Godofredo para outros personagens. Os supostos poderes sobrenaturais de Ambrósio são passados para Merlim. Aurélio Ambrósio, de Godofredo, sobe ao trono, mas morre cedo, passando o trono para um irmão antes desconhecido chamado Uther Pendragon. O papel do rei guerreiro é compartilhado por Uther e seu filho Artur.
Godofredo também usa o personagem Gloiu, pai de Vitalino/Vitolino, derivado de Nênio. Ele nomeia esse personagem como filho de Cláudio e nomeado por seu pai como duque dos galeses. Seu predecessor como duque é chamado de Arvirargo. Assumindo que Cláudio e Arvirargo devem ser contemporâneos, então este Cláudio é o imperador romano Cláudio I (reinou de 41 a 54). Parece improvável que Cláudio tivesse netos vivos no século V, quatro séculos após sua morte. Reno sugere que Cláudio II (reinou de 268-270) seria mais provável que "Cláudio" tivesse descendentes vivos no século V.
Godofredo pela primeira vez dá uma genealogia de Ambrósio. Ele é supostamente um sobrinho paternal de Aldroeno, rei da Britânia, filho de Constantino e um nobre britânico não identificado, neto adotivo (pelo lado de sua mãe) de Gutelino/Vitalino, bispo de Londres, irmão mais novo de Constante e irmão mais velho de Uther Pendragon Ambrósio e Uther são supostamente criados por seu avô materno adotivo, Guthelino/Vitalino. Não é explicitamente coberto na narrativa de Godofredo, mas esta genealogia faz de Constantino e seus filhos descendentes de Conan Meriadoc, lendário fundador da linha de reis da Britânia. Conan também é destaque na Historia Regum Britanniae, onde é nomeado rei pelo imperador romano Magno Máximo (reinou de 383 a 388).
O reinado de Constantino é colocado por Godofredo seguindo os Groans dos bretões mencionados por Gildas. Constantino é relatado morto por um picto e seu reinado é seguido por uma breve crise de sucessão. Candidatos ao trono incluíam todos os três filhos de Constantino, mas havia problemas para a eventual ascensão ao trono. Constante era um monge, e Ambrósio e Uther eram menores de idade e ainda no berço. A crise é resolvida quando Vortigerno coloca Constante no trono, e depois serve como seu principal conselheiro e poder por trás do trono. Quando Constante é morto pelos pictos que servem como guarda-costas de Vortigerno, Vortigerno finge angústia e executa os assassinos. Ambrósio ainda é menor de idade e Vortigerno sobe ao trono.
A cronologia oferecida por Godofredo para o início da vida de Ambrósio contradiz Gildas e Nênio, e também é internamente inconsistente. Os Groans dos bretões envolvem um apelo dos britânicos ao cônsul romano "Agício". Esta pessoa foi identificada como Flávio Aécio (m. 454), magister militum ("Mestre dos soldados") do Império Romano do Ocidente e cônsul do ano 446. Os Groans são geralmente datados de 440 e 450, precedendo a morte de Aécio. Se o Constantino de Godofredo subisse ao trono imediatamente após os Groans, isto colocaria seu reinado neste período. Godofredo dá um reinado de 10 anos para Constantino e seu casamento dura o mesmo tempo. No entanto, o filho mais velho, Constante, tem claramente mais de 10 anos quando o pai morre. Ele já é um candidato adulto ao trono e teve tempo para seguir uma carreira monástica. Mesmo supondo que haja um intervalo de tempo entre a morte de Constantino e a idade adulta de Constante, seus irmãos mais novos não envelheceram na narrativa. A narrativa de Godofredo tem um menor Ambrósio, se não um bebê literal, nos anos 460. Contas derivadas de Gildas e Nênio colocam Ambrósio no auge de sua vida na mesma década. O mais revelador é que Godofredo fez Vortigerno subir ao trono nos anos 460. Nênio coloca a ascensão de Vortigerno no ano 425, e Vortigerno está totalmente ausente nas cronologias dos anos 460. Sugerindo que ele foi morto por esse tempo.
A narrativa de Godofredo inclui como personagem principal Hengist, como líder dos saxões. Ele é caracterizado como o pai da rainha Rovena e sogro de Vortigerno. Outros personagens saxões na narrativa tendem a receber menos atenção do escritor, mas seus nomes tendem a corresponder aos anglo-saxões conhecidos de outras fontes. O suposto filho de Henginst, Octa, é aparentemente Octa de Kent, um governante do século VI ligado a Hengist como filho ou descendente. O outro filho, Ebissa, é mais difícil de identificar. Ele pode corresponder a parentes de Hengist identificados como "Ossa", "Oisc" e "Aesc". Um personagem saxão menor chamado "Cherdic" é provavelmente Cerdico de Wessex, embora em outro lugar Godofredo chame o mesmo rei de "Cheldric". Ele realmente pode aparecer sob três nomes diferentes na narrativa, uma vez que Godofredo em outro lugar chama o intérprete de Hengist de "Ceretic", uma variante do mesmo nome.
Godofredo, nos últimos capítulos que caracterizam Vortigerno, tem o rei servido por mágicos. Esse detalhe deriva de Nênio, embora Nênio estivesse falando dos "sábios" de Vortigerno. Eles podem não ter sido usuários mágicos, mas conselheiros. O encontro de Vortigerno com Emrys/Merlim ocorre nesta parte da narrativa. Merlim adverte Vortigerno que Ambrósio e Uther já navegaram para a Britânia e estão prestes a chegar, aparentemente para reivindicar seu trono. Ambrósio logo chega ao chefe do exército e é coroado rei. Ele sitia Vortigerno no castelo de "Genoreu", que é identificado como Cair Guorthigirn ("Forte de Vortigerno") de Nênio e o castro em Little Doward. Ambrósio queima o castelo e Vortigerno morre nele.
Tendo matado Vortigerno, Ambrósio em seguida volta sua atenção para Hengist. Apesar do fato de que nenhuma ação militar anterior de Ambrósio foi registrada, os saxões já ouviram falar de sua bravura e destreza nas batalhas. Eles imediatamente se retiram para além do Humber. Hengist logo reúne um enorme exército para enfrentar Ambrósio. Seu exército conta 200 000 homens e os 10 000 homens de Ambrósio. Ele marcha para o sul e a primeira batalha entre os dois exércitos ocorre em Maisbeli, onde Ambrósio é o vencedor. Não está claro qual a localização que Godofredo tinha em mente. Maisbeli se traduz em "o campo de Beli", e poderia ser relacionado com o Beli Mawr da lenda galesa e/ou o deus celta Beleno. Alternativamente, pode ser um campo onde o festival de Beltane foi celebrado. Godofredo poderia derivar o nome de um topônimo de sonoridade similar. Por exemplo, Meicen do Hen Ogledd ("Velho Norte"), tradicionalmente identificado com Hatfield.
Após sua derrota, Hengist recua em direção a Cunungeburg. Godofredo provavelmente tinha em mente Conisbrough, não muito longe de Hatfield. Ambrósio lidera seu exército contra a nova posição dos saxões. A segunda batalha é mais equilibrada e Hengist tem a chance de alcançar a vitória. No entanto, Ambrósio recebe reforços da Bretanha e a maré da batalha gira em favor dos britânicos. O próprio Hengist é capturado por seu velho inimigo Eldol, cônsul de Gloucester e decapitado. Logo após a batalha, os líderes saxões Octa e Eosa se submeteram ao governo de Ambrósio. Ele os perdoa e lhes concede uma área perto da Escócia. A área não tem nome, mas Godofredo poderia estar baseando isso em Bernícia, um verdadeiro reino anglo-saxão que cobre áreas nas fronteiras modernas da Escócia e da Inglaterra.
Godofredo liga de perto as mortes de Vortigerno e Hengist, que estão em outro lugar mal registradas. Vortigerno historicamente morreu nos anos 450, e várias datas para a morte de Hengist foram propostas, entre os anos 450 e 480. Octa de Kent, o suposto filho e herdeiro de Hengist, ainda estava vivo no século VI e parece pertencer a uma era histórica posterior a seu pai. A família governante do Reino de Kent foi chamada de Oiscingas, um termo que os identifica como descendentes de Oisc de Kent, não de Hengist. De fato, nenhum deles era provavelmente um filho literal de Hengist e sua relação com Hengist pode ter sido uma invenção posterior. Godofredo não inventou a conexão, mas suas fontes aqui eram provavelmente lendárias por natureza.
Após suas vitórias e o fim das guerras, Ambrósio organiza o enterro de nobres mortos em Kaercaradduc. Godofredo identifica esse local desconhecido como Caer-Caradog (Salisbury). Ambrósio quer um memorial permanente para os mortos e atribui a tarefa a Merlim. O resultado é o chamado Anel dos Gigantes. Sua localização nas proximidades de Salisbury levou à sua identificação com Stonehenge, embora Godofredo nunca use esse termo. Stonehenge está mais perto de Amesbury do que Salisbury. A formação do anel do monumento poderia igualmente aplicar-se a Avebury, o círculo de pedra o maior na Europa.

## Em outros textos
Nas lendas e textos galeses, Ambrósio aparece como Emrys Wledig (Imperador Ambrósio) O termo "Wledig" é um título usado por altos comandantes reais e militares que obtiveram sucesso notável. O termo é usado principalmente para figuras famosas como Cunedda, embora algumas figuras obscuras também recebam o título
No Merlin de Robert de Boron ele é chamado simplesmente de Pendragon e seu irmão mais novo é chamado Uter, que ele muda para Uterpendragon após a morte do irmão mais velho. Esta é provavelmente uma confusão que entrou na tradição oral do Roman de Brut de Wace. Wace geralmente se refere apenas a li roi ("o rei") sem nomeá-lo, e alguém mencionou precocemente o epíteto de Uther, Pendragon, como o nome de seu irmão

## Possível identificação com outras figuras

### Riotamo
Léon Fleuriot sugeriu que Ambrósio é idêntico a Riotamo, um líder britônico que lutou uma grande batalha contra os godos na França por volta do ano 470. Fleuriot argumenta que Ambrósio liderou os bretões na batalha, na qual ele foi derrotado e forçado a se retirar para a Borgonha. Fleuriot propôs que ele retornasse à Britânia para continuar a guerra contra os saxões.

## Evidência do topônimo
Tem sido sugerido que o topônimo Amesbury em Wiltshire pode preservar o nome de Ambrósio, e que talvez Amesbury tenha sido a sede de sua base de poder no final do século V. Acadêmicos como Shimon Applebaum encontraram vários nomes de lugares através das regiões de dialeto Midland da Britânia que incorporam o elemento ambre-; exemplos incluem Ombersley em Worcestershire, Ambrosden em Oxfordshire, Amberley em Herefordshire, Amberley em Gloucestershire e Amberley em West Sussex. Esses estudiosos afirmaram que esse elemento representa uma palavra do inglês antigo amor, o nome de um pássaro da floresta. No entanto, Amesbury, em Wiltshire, está em uma região de dialeto diferente e não se encaixa facilmente no padrão dos nomes de lugares do dialeto Midland.

## Tratamentos ficcionais modernos
O romance Coalescent de Stephen Baxter retrata Aureliano como um general de Artório, bretão e base para a lenda do Rei Artur. No romance de Baxter, Aureliano é um personagem menor que interage com a principal protagonista do livro da era romana, Regina, fundadora de uma sociedade matriarcal subterrânea (literalmente). No texto, ele é creditado com a vitória na Batalha do Monte Badon.
Em As Brumas de Avalon, de Marion Zimmer Bradley, Aureliano é retratado como o Rei Supremo da Britânia, um filho "ambicioso demais" de um imperador romano do Ocidente. O filho de sua irmã é Uther Pendragon, mas Uther é descrito como não tendo sangue romano. Aureliano é incapaz de reunir a liderança dos celtas nativos, que se recusam a seguir a sua própria raça.
Em Conscience of the King, de Alfred Duggan, um romance histórico sobre Cerdico, fundador do reino anglo-saxão de Wessex, Ambrósio Aureliano é um general romano-britânico que subiu independentemente ao poder militar, formando alianças com vários reis britânicos e dirigindo os saxões invasores da Britânia. Cerdico, que é de descendência germânica e britânica e criado como cidadão romano, serviu em seu exército quando jovem. No romance Ambrósio é um personagem separado de Artur, ou Artório, que aparece muito mais tarde como um inimigo de Cerdico.
Em The Pendragon Cycle, de Stephen R. Lawhead, Aureliano (mais conhecido como "Aurélio") figura proeminentemente, junto com seu irmão Uther, no segundo livro da série, Merlin. Ele é envenenado logo depois de se tornar Rei Supremo da Britânia, e Uther o sucede. Lawhead altera um pouco a história arturiana padrão, na medida em que ele faz com que Aurélio case com Igraine e se torne o verdadeiro pai do Rei Artur (embora Uther se case com a viúva de seu irmão).
Em A Última Legião de Valerio Massimo Manfredi, Aureliano (aqui chamado "Aureliano Ambrósio Ventídio") é um personagem importante e é mostrado como um dos últimos romanos leais, passando por enormes desafios por seu imperador menino Rômulo Augusto, cujo poder foi arrebatado pelo bárbaro Odoacro. Nessa história, Rômulo Augusto se casa com Igraine, e o Rei Artur é o filho deles, e a espada de Júlio César se torna a lendária Excalibur na Britânia. Na versão cinematográfica de 2007 do romance, ele é interpretado por Colin Firth e seu nome se torna "Aureliano Caio Antônio". Em ambos, ele é chamado de "Aurélio" para abreviar.
The Crystal Cave de Mary Stewart segue Godofredo de Monmouth ao chamá-lo de Aurélio Ambrósio e o retrata como o pai de Merlim, o irmão mais velho de Uther (daí o tio de Artur), um iniciado do Mitraísmo e geralmente admirado por todos, exceto os saxões. Grande parte do livro está em sua corte na Britânia ou durante a campanha para retomar o trono de Vortigerno. Os livros posteriores da série mostram que a atitude de Merlim em relação a Artur é influenciada por sua crença de que Artur é uma reencarnação de Ambrósio, que é visto pelos olhos de Merlim como um modelo de bom reinado.
Em The Lantern Bearers, de Rosemary Sutcliff, o Príncipe Ambrósio Aureliano de Arfon expulsa os saxões treinando seu exército britânico com técnicas romanas e fazendo uso efetivo da cavalaria. No final do romance, a ala de elite da cavalaria é liderada por um jovem e ardoroso príncipe guerreiro chamado Artos, que Sutcliff postula ser o verdadeiro Artur.
Em Firelord de Parke Godwin, Ambrósio é um tribuno idoso da Legio VI Victrix, reduzida, desmotivada e politicamente fragmentada, guarnecendo a Muralha de Adriano. Perto de sua morte, ele nomeia Artório Pendragon (Artur) como seu sucessor, encoraja-o a converter a legião em alae (cavalaria pesada) e permite que os legionários renunciem à sua lealdade a Roma e façam juramentos pessoais de fidelidade a Artório para ajudar a unificar a Britânia politicamente e para criar uma força militar com a capacidade se redistribuir rapidamente para enfrentar diversas ameaças.
Em A Dream of Eagles de Jack Whyte, Ambrósio Aureliano é meio-irmão de Caio Merlim Britânico (Merlim) e o ajuda a liderar o povo de Camulod (Camelot).
Em Stargate SG-1, Ambrósio e Artur são uma só pessoa. Merlim era um Ancião, fugindo da Atlântida e depois de Ascende, depois volta para construir o Sangraal, ou o Santo Graal, para derrotar os Ori. Daniel Jackson também comenta que isso significaria que Ambrósio teria 74 anos na Batalha do Monte Badon.